# 阿卡夏記錄
阿卡夏紀錄（英語：Akashic records），又譯作阿卡西紀錄、阿克夏紀錄或宇宙本源，其中“阿卡夏”一词是由梵語 akasha（天城文：आकाश　轉寫：ākāśa）音譯而來的，意譯為「天空覆蓋之下」、「空間」或是「以太」。依照其理論，阿卡夏紀錄是一種不可知型態訊息的集合體，被編碼儲存在以太之中。換言之是一種非物理層次的存在（意即無法被知覺或體驗）。
這種觀念在西方晚近的新紀元運動中相當流行。阿卡夏紀錄被理解為既存於一切存在被創造以來、甚至在那之前，即使知識系統（例如醫學、法律等）隨著外在的時間變化有著複雜化的變化，但這些訊息早就被記錄在阿卡夏紀錄中（例如：人、動物、植物、礦物等），只是被編碼為一種共通的語言；可以解釋為因為所有的創造或是文化都是觀察既有的環境，因此整體的環境才是源點。有許多相關著作指出，阿卡夏紀錄其實是在人類普遍可以體驗的範圍之內，只不過它被編碼成只被少數特定狀況進入超驗狀態的人才得以捕捉。 沒有證據表明阿卡西記錄的存在，這個概念幾乎沒有受到學術關注或嚴格的科學研究。